# Liste des cantons de la Meuse

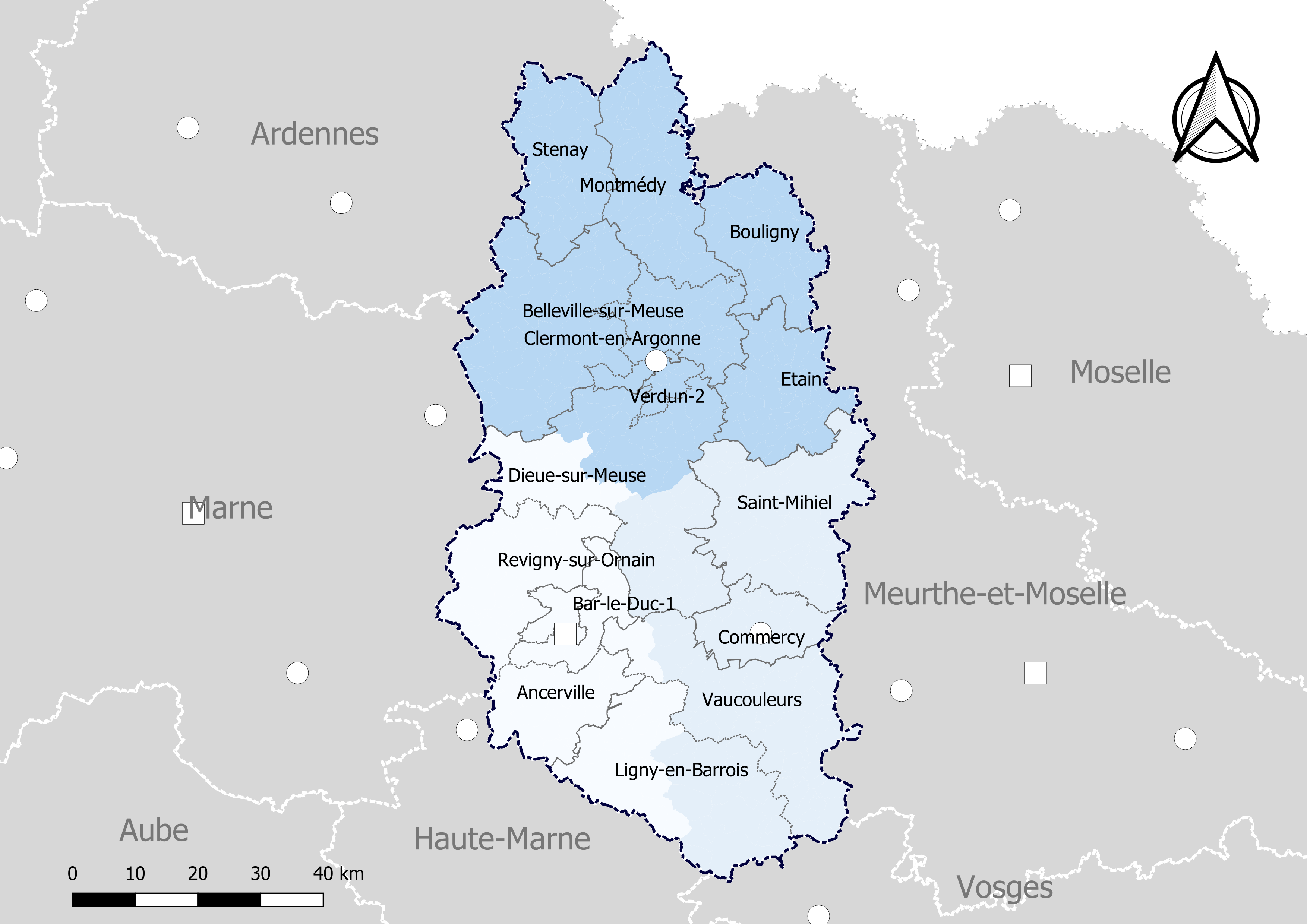
Découpage cantonal du département de la Meuse, avec en surimpression les arrondissements (en nuances de bleu) - Carte arrêtée au 1er janvier 2019.

Depuis 1982, le département de la Meuse comprenait 31 cantons. À la suite du redécoupage cantonal de 2014, le nombre de cantons est réduit à 17.

## Histoire

### Découpage de 1982 à 2014

Carte des cantons de la Meuse avant le redécoupage cantonal de 2014

#### Arrondissement de Bar-le-Duc
L'arrondissement de Bar-le-Duc compte 9 cantons (préfecture : Bar-le-Duc) :
- Canton d'Ancerville
- Canton de Bar-le-Duc-Nord
- Canton de Bar-le-Duc-Sud
- Canton de Ligny-en-Barrois
- Canton de Montiers-sur-Saulx
- Canton de Revigny-sur-Ornain
- Canton de Seuil-d'Argonne
- Canton de Vaubecourt
- Canton de Vavincourt

#### Arrondissement de Commercy
L'arrondissement de Commercy compte 7 cantons (sous-préfecture de Commercy) :
- Canton de Commercy
- Canton de Gondrecourt-le-Château
- Canton de Pierrefitte-sur-Aire
- Canton de Saint-Mihiel
- Canton de Vaucouleurs
- Canton de Vigneulles-lès-Hattonchâtel
- Canton de Void-Vacon

#### Arrondissement de Verdun
L'arrondissement de Verdun compte 15 cantons (sous-préfecture de Verdun) :
- Canton de Charny-sur-Meuse
- Canton de Clermont-en-Argonne
- Canton de Damvillers
- Canton de Dun-sur-Meuse
- Canton d'Étain
- Canton de Fresnes-en-Woëvre
- Canton de Montfaucon-d'Argonne
- Canton de Montmédy
- Canton de Souilly
- Canton de Spincourt
- Canton de Stenay
- Canton de Varennes-en-Argonne
- Canton de Verdun-Centre
- Canton de Verdun-Est
- Canton de Verdun-Ouest

### Redécoupage cantonal de 2014
Dans la poursuite de la réforme territoriale engagée en 2010, l'Assemblée nationale adopte définitivement le 17 avril 2013 la réforme du mode de scrutin pour les élections départementales destinée à garantir la parité hommes/femmes. Les lois (loi organique 2013-402 et loi 2013-403) sont promulguées le 17 mai 2013. Un nouveau découpage territorial est défini par décret du 17 février 2014 pour le département de la Meuse. Celui-ci entre en vigueur lors du premier renouvellement général des assemblées départementales suivant la publication du décret, soit en mars 2015. Les conseillers départementaux sont élus au scrutin majoritaire binominal mixte. Les électeurs de chaque canton éliront au Conseil départemental, nouvelle appellation des Conseils généraux, deux membres de sexe différent, qui se présenteront en binôme de candidats. Les conseillers départementaux seront élus pour 6 ans au scrutin binominal majoritaire à deux tours, l'accès au second tour nécessitant 10 % des inscrits au 1er tour. En outre la totalité des conseillers départementaux est renouvelée.
Ce nouveau mode de scrutin nécessite un redécoupage des cantons dont le nombre est divisé par deux avec arrondi à l'unité impaire supérieure si ce nombre n'est pas entier impair et avec des conditions de seuils minimaux. Dans la Meuse le nombre de cantons passe ainsi de 31 à 17.
Les critères du remodelage cantonal sont les suivants : le territoire de chaque canton doit être défini sur des bases essentiellement démographiques, le territoire de chaque canton doit être continu et les communes de moins de 3 500 habitants sont entièrement comprises dans le même canton. Il n’est fait référence, ni aux limites des arrondissements, ni à celles des circonscriptions législatives.
Conformément à de multiples décisions du Conseil constitutionnel depuis 1985 et notamment sa décision no 2010-618 DC du 9 décembre 2010, il est admis que le principe d’égalité des électeurs au regard des critères démographiques est respecté lorsque le ratio conseiller/habitant de la circonscription est compris dans une fourchette de 20 % de part et d'autre du ratio moyen conseiller/habitant du département. Pour le département de la Meuse, la population de référence est la population légale en vigueur au 1er janvier 2013, à savoir la population millésimée 2010, soit 193 923 habitants. Avec 17 cantons la population moyenne par conseiller départemental est de 11 407 habitants. Ainsi la population de chaque nouveau canton doit-elle être comprise entre 9 126 habitants et 13 689 habitants pour respecter le principe de l'égalité citoyenne au vu des critères démographiques.

## Composition actuelle

### Composition détaillée
| N° | Nom du Canton        | Bureau centralisateur | Population 2010             | Écart /moyenne | Nombre de communes entières | Communes composant le canton |
| -- | -------------------- | --------------------- | --------------------------- | -------------- | --------------------------- | --- |
| 1  | Ancerville           | Ancerville            | 13 454                      | 1,18           | 25                          | Ancerville, Aulnois-en-Perthois, Baudonvilliers, Bazincourt-sur-Saulx, Brillon-en-Barrois, Cousances-les-Forges, Guerpont, Haironville, Juvigny-en-Perthois, Lavincourt, Lisle-en-Rigault, Maulan, Montplonne, Nant-le-Grand, Nant-le-Petit, Rupt-aux-Nonains, Saudrupt, Savonnières-en-Perthois, Silmont, Sommelonne, Stainville, Tannois, Tronville-en-Barrois, Velaines, Ville-sur-Saulx. |
| 2  | Bar-le-Duc-1         | Bar-le-Duc            | 5 425 + fraction Bar-le-Duc |                | 12 + fraction Bar-le-Duc    | 1° Les communes suivantes : Combles-en-Barrois, Érize-la-Brûlée, Érize-Saint-Dizier, Géry, Longeville-en-Barrois, Naives-Rosières, Resson, Raival, Rumont, Savonnières-devant-Bar, Seigneulles, Trémont-sur-Saulx. 2° La partie de la commune de Bar-le-Duc située sur la rive gauche de l'Ornain. |
| 3  | Bar-le-Duc-2         | Bar-le-Duc            | 3 709 + fraction Bar-le-Duc |                | 4 + fraction Bar-le-Duc     | 1° Les communes suivantes : Behonne, Chardogne, Fains-Véel, Vavincourt. 2° La partie de la commune de Bar-le-Duc située sur la rive droite de l'Ornain. |
| 4  | Belleville-sur-Meuse | Belleville-sur-Meuse  | 9 385                       | 0,82           | 27                          | Abaucourt-Hautecourt, Beaumont-en-Verdunois, Belleville-sur-Meuse, Bezonvaux, Blanzée, Bras-sur-Meuse, Champneuville, Charny-sur-Meuse, Châtillon-sous-les-Côtes, Cumières-le-Mort-Homme, Damloup, Dieppe-sous-Douaumont, Douaumont-Vaux, Eix, Fleury-devant-Douaumont, Gincrey, Grimaucourt-en-Woëvre, Haumont-près-Samogneux, Louvemont-Côte-du-Poivre, Maucourt-sur-Orne, Mogeville, Moranville, Moulainville, Ornes, Samogneux, Thierville-sur-Meuse, Vacherauville. |
| 5  | Bouligny             | Bouligny              | 9 562                       | 0,84           | 26                          | Amel-sur-l'Étang, Arrancy-sur-Crusnes, Billy-sous-Mangiennes, Bouligny, Dommary-Baroncourt, Domremy-la-Canne, Duzey, Éton, Foameix-Ornel, Gouraincourt, Lanhères, Loison, Mangiennes, Morgemoulin, Muzeray, Nouillonpont, Pillon, Rouvres-en-Woëvre, Rouvrois-sur-Othain, Saint-Laurent-sur-Othain, Saint-Pierrevillers, Senon, Sorbey, Spincourt, Vaudoncourt, Villers-lès-Mangiennes. |
| 6  | Clermont-en-Argonne  | Clermont-en-Argonne   | 9 487                       | 0,83           | 50                          | Aubréville, Avocourt, Bantheville, Baulny, Béthelainville, Béthincourt, Boureuilles, Brabant-en-Argonne, Brabant-sur-Meuse, Brocourt-en-Argonne, Charpentry, Chattancourt, Cheppy, Cierges-sous-Montfaucon, Le Claon, Clermont-en-Argonne, Consenvoye, Cuisy, Cunel, Dannevoux, Dombasle-en-Argonne, Épinonville, Esnes-en-Argonne, Forges-sur-Meuse, Froidos, Fromeréville-les-Vallons, Futeau, Gercourt-et-Drillancourt, Gesnes-en-Argonne, Les Islettes, Jouy-en-Argonne, Lachalade, Malancourt, Marre, Montblainville, Montfaucon-d'Argonne, Montzéville, Nantillois, Le Neufour, Neuvilly-en-Argonne, Rarécourt, Récicourt, Regnéville-sur-Meuse, Romagne-sous-Montfaucon, Septsarges, Sivry-sur-Meuse, Varennes-en-Argonne, Vauquois, Véry, Vilosnes-Haraumont. |
| 7  | Commercy             | Commercy              | 12 984                      | 1,14           | 14                          | Boncourt-sur-Meuse, Chonville-Malaumont, Commercy, Euville, Frémeréville-sous-les-Côtes, Girauvoisin, Grimaucourt-près-Sampigny, Geville, Lérouville, Mécrin, Pont-sur-Meuse, Saint-Julien-sous-les-Côtes, Vadonville, Vignot. |
| 8  | Dieue-sur-Meuse      | Dieue-sur-Meuse       | 12 350                      | 1,08           | 62                          | Ambly-sur-Meuse, Ancemont, Autrécourt-sur-Aire, Bannoncourt, Baudrémont, Beaulieu-en-Argonne, Beausite, Belrain, Bouquemont, Brizeaux, Courcelles-en-Barrois, Courouvre, Dieue-sur-Meuse, Dompcevrin, Èvres, Foucaucourt-sur-Thabas, Fresnes-au-Mont, Génicourt-sur-Meuse, Gimécourt, Heippes, Ippécourt, Julvécourt, Kœur-la-Grande, Kœur-la-Petite, Lahaymeix, Landrecourt-Lempire, Lavallée, Lavoye, Lemmes, Levoncourt, Lignières-sur-Aire, Longchamps-sur-Aire, Ménil-aux-Bois, Les Monthairons, Neuville-en-Verdunois, Nicey-sur-Aire, Nixéville-Blercourt, Nubécourt, Osches, Pierrefitte-sur-Aire, Pretz-en-Argonne, Rambluzin-et-Benoite-Vaux, Récourt-le-Creux, Rupt-devant-Saint-Mihiel, Rupt-en-Woëvre, Saint-André-en-Barrois, Sampigny, Senoncourt-les-Maujouy, Seuil-d'Argonne, Sommedieue, Les Souhesmes-Rampont, Souilly, Thillombois, Tilly-sur-Meuse, Les Trois-Domaines, Vadelaincourt, Ville-devant-Belrain, Villers-sur-Meuse, Ville-sur-Cousances, Villotte-sur-Aire, Waly, Woimbey. |
| 9  | Étain                | Étain                 | 10 523                      | 0,92           | 42                          | Avillers-Sainte-Croix, Boinville-en-Woëvre, Bonzée, Braquis, Buzy-Darmont, Combres-sous-les-Côtes, Dommartin-la-Montagne, Doncourt-aux-Templiers, Les Éparges, Étain, Fresnes-en-Woëvre, Fromezey, Gussainville, Hannonville-sous-les-Côtes, Harville, Haudiomont, Hennemont, Herbeuville, Herméville-en-Woëvre, Labeuville, Latour-en-Woëvre, Maizeray, Manheulles, Marchéville-en-Woëvre, Mouilly, Moulotte, Pareid, Parfondrupt, Pintheville, Riaville, Ronvaux, Saint-Hilaire-en-Woëvre, Saint-Jean-lès-Buzy, Saint-Remy-la-Calonne, Saulx-lès-Champlon, Thillot, Trésauvaux, Ville-en-Woëvre, Villers-sous-Pareid, Warcq, Watronville, Woël. |
| 10 | Ligny-en-Barrois     | Ligny-en-Barrois      | 13 137                      | 1,15           | 40                          | Abainville, Amanty, Badonvilliers-Gérauvilliers, Biencourt-sur-Orge, Bonnet, Le Bouchon-sur-Saulx, Brauvilliers, Bure, Chanteraine, Chassey-Beaupré, Couvertpuis, Dainville-Bertheléville, Dammarie-sur-Saulx, Delouze-Rosières, Demange-Baudignécourt, Fouchères-aux-Bois, Givrauval, Gondrecourt-le-Château, Hévilliers, Horville-en-Ornois, Houdelaincourt, Ligny-en-Barrois, Longeaux, Mandres-en-Barrois, Mauvages, Menaucourt, Ménil-sur-Saulx, Montiers-sur-Saulx, Morley, Naix-aux-Forges, Nantois, Ribeaucourt, Les Roises, Saint-Amand-sur-Ornain, Saint-Joire, Tréveray, Vaudeville-le-Haut, Villers-le-Sec, Vouthon-Bas, Vouthon-Haut. |
| 11 | Montmédy             | Montmédy              | 10 073                      | 0,88           | 45                          | Avioth, Azannes-et-Soumazannes, Bazeilles-sur-Othain, Brandeville, Bréhéville, Breux, Chaumont-devant-Damvillers, Chauvency-le-Château, Chauvency-Saint-Hubert, Damvillers, Delut, Dombras, Écouviez, Écurey-en-Verdunois, Étraye, Flassigny, Gremilly, Han-lès-Juvigny, Iré-le-Sec, Jametz, Juvigny-sur-Loison, Lissey, Louppy-sur-Loison, Marville, Merles-sur-Loison, Moirey-Flabas-Crépion, Montmédy, Peuvillers, Quincy-Landzécourt, Remoiville, Réville-aux-Bois, Romagne-sous-les-Côtes, Rupt-sur-Othain, Thonne-la-Long, Thonne-le-Thil, Thonne-les-Près, Thonnelle, Velosnes, Verneuil-Grand, Verneuil-Petit, Vigneul-sous-Montmédy, Villécloye, Ville-devant-Chaumont, Vittarville, Wavrille. |
| 12 | Revigny-sur-Ornain   | Revigny-sur-Ornain    | 11 708                      | 1,03           | 28                          | Andernay, Beurey-sur-Saulx, Brabant-le-Roi, Chaumont-sur-Aire, Contrisson, Courcelles-sur-Aire, Couvonges, Érize-la-Petite, Les Hauts-de-Chée, Laheycourt, Laimont, Lisle-en-Barrois, Louppy-le-Château, Mognéville, Nettancourt, Neuville-sur-Ornain, Noyers-Auzécourt, Rancourt-sur-Ornain, Rembercourt-Sommaisne, Remennecourt, Revigny-sur-Ornain, Robert-Espagne, Sommeilles, Val-d'Ornain, Vassincourt, Vaubecourt, Villers-aux-Vents, Villotte-devant-Louppy. |
| 13 | Saint-Mihiel         | Saint-Mihiel          | 12 388                      | 1,09           | 34                          | Apremont-la-Forêt, Beney-en-Woëvre, Bislée, Bouconville-sur-Madt, Broussey-Raulecourt, Buxières-sous-les-Côtes, Chaillon, Chauvoncourt, Dompierre-aux-Bois, Han-sur-Meuse, Heudicourt-sous-les-Côtes, Jonville-en-Woëvre, Lachaussée, Lacroix-sur-Meuse, Lahayville, Lamorville, Loupmont, Maizey, Montsec, Nonsard-Lamarche, Les Paroches, Rambucourt, Ranzières, Richecourt, Rouvrois-sur-Meuse, Saint-Maurice-sous-les-Côtes, Saint-Mihiel, Seuzey, Troyon, Varnéville, Vaux-lès-Palameix, Valbois, Vigneulles-lès-Hattonchâtel, Xivray-et-Marvoisin. |
| 14 | Stenay               | Stenay                | 9 281                       | 0,81           | 35                          | Aincreville, Autréville-Saint-Lambert, Baâlon, Beauclair, Beaufort-en-Argonne, Brieulles-sur-Meuse, Brouennes, Cesse, Cléry-le-Grand, Cléry-le-Petit, Doulcon, Dun-sur-Meuse, Fontaines-Saint-Clair, Halles-sous-les-Côtes, Inor, Lamouilly, Laneuville-sur-Meuse, Liny-devant-Dun, Lion-devant-Dun, Luzy-Saint-Martin, Martincourt-sur-Meuse, Milly-sur-Bradon, Mont-devant-Sassey, Montigny-devant-Sassey, Moulins-Saint-Hubert, Mouzay, Murvaux, Nepvant, Olizy-sur-Chiers, Pouilly-sur-Meuse, Sassey-sur-Meuse, Saulmory-et-Villefranche, Stenay, Villers-devant-Dun, Wiseppe. |
| 15 | Vaucouleurs          | Vaucouleurs           | 12 594                      | 1,1            | 47                          | Bovée-sur-Barboure, Boviolles, Brixey-aux-Chanoines, Broussey-en-Blois, Burey-en-Vaux, Burey-la-Côte, Chalaines, Champougny, Cousances-lès-Triconville, Dagonville, Épiez-sur-Meuse, Erneville-aux-Bois, Goussaincourt, Laneuville-au-Rupt, Loisey-Culey, Marson-sur-Barboure, Maxey-sur-Vaise, Méligny-le-Grand, Méligny-le-Petit, Ménil-la-Horgne, Montbras, Montigny-lès-Vaucouleurs, Naives-en-Blois, Nançois-le-Grand, Nançois-sur-Ornain, Neuville-lès-Vaucouleurs, Ourches-sur-Meuse, Pagny-la-Blanche-Côte, Pagny-sur-Meuse, Reffroy, Rigny-la-Salle, Rigny-Saint-Martin, Saint-Aubin-sur-Aire, Saint-Germain-sur-Meuse, Salmagne, Saulvaux, Sauvigny, Sauvoy, Sepvigny, Sorcy-Saint-Martin, Taillancourt, Troussey, Ugny-sur-Meuse, Vaucouleurs, Villeroy-sur-Méholle, Void-Vacon, Willeroncourt. |
| 16 | Verdun-1             | Verdun                | 256 + fraction Verdun       |                | 1 + fraction Verdun         | 1° La commune suivante : Sivry-la-Perche. 2° La partie de la commune de Verdun située au nord d'une ligne définie par l'axe des voies et limites suivantes : depuis la limite territoriale de la commune de Belleray, cours de la Meuse, pont du Sud (route départementale 330), boulevard de la Citadelle (inclus), ruisseau Sainte-Vanne, canal des Augustins (canal de l'Est), cours canalisé de la Meuse vers l'amont, canal Saint-Airy prolongé par le canal de Puty, pont Lilette, porte de la Tour-du-Champ, rue du Fort-de-Vaux (incluse), rue Georges-Chepfer (incluse), rue de Châtillon (incluse), rue du Briolet, chemin de Châtillon (inclus), allée Desandrouins (incluse), hôpital Desandrouins et son périmètre (inclus), ligne droite reliant la partie sud du périmètre de l'hôpital au chemin rural dit « Carafiole » passant au sud de l'hôpital, chemin rural dit « Carafiole », jusqu'à la limite territoriale de la commune de Belrupt-en-Verdunois.                                 |
| 17 | Verdun-2             | Verdun                | 3 196 + fraction Verdun     |                | 4 + fraction Verdun         | 1° Les communes suivantes : Belleray, Belrupt-en-Verdunois, Dugny-sur-Meuse, Haudainville. 2° La partie de la commune de Verdun non incluse dans le canton de Verdun-1. |
|    |                      |                       | 193 923                     |                | 500                         | |

### Répartition par arrondissement

Carte des cantons de la Meuse après le redécoupage cantonal de 2014

Contrairement à l'ancien découpage où chaque canton était inclus à l'intérieur d'un seul arrondissement, le nouveau découpage territorial s'affranchit des limites des arrondissements. Certains cantons peuvent être composés de communes appartenant à des arrondissements différents. Dans le département de la Meuse, c'est le cas de trois cantons (Dieue-sur-Meuse, Ligny-en-Barrois et Vaucouleurs).
Le tableau suivant présente la répartition par arrondissement :
| N° | Canton               | Bar-le-Duc               | Commercy | Verdun              | Total                    |
| -- | -------------------- | ------------------------ | -------- | ------------------- | ------------------------ |
| 1  | Ancerville           | 25                       |          |                     | 25                       |
| 2  | Bar-le-Duc-1         | 12 + fraction Bar-le-Duc |          |                     | 12 + fraction Bar-le-Duc |
| 3  | Bar-le-Duc-2         | 4 + fraction Bar-le-Duc  |          |                     | 4 + fraction Bar-le-Duc  |
| 4  | Belleville-sur-Meuse |                          |          | 28                  | 28                       |
| 5  | Bouligny             |                          |          | 26                  | 26                       |
| 6  | Clermont-en-Argonne  |                          |          | 50                  | 50                       |
| 7  | Commercy             |                          | 14       |                     | 14                       |
| 8  | Dieue-sur-Meuse      | 13                       | 26       | 23                  | 62                       |
| 9  | Étain                |                          |          | 42                  | 42                       |
| 10 | Ligny-en-Barrois     | 22                       | 19       |                     | 41                       |
| 11 | Montmédy             |                          |          | 45                  | 45                       |
| 12 | Revigny-sur-Ornain   | 28                       |          |                     | 28                       |
| 13 | Saint-Mihiel         |                          | 34       |                     | 34                       |
| 14 | Stenay               |                          |          | 35                  | 35                       |
| 15 | Vaucouleurs          | 4                        | 43       |                     | 47                       |
| 16 | Verdun-1             |                          |          | 1 + fraction Verdun | 1 + fraction Verdun      |
| 17 | Verdun-2             |                          |          | 4 + fraction Verdun | 4 + fraction Verdun      |
|    |                      | 109                      | 136      | 255                 | 500                      |

### Modifications
- Le canton d'Ancerville est agrandi.

Les communes de Guerpont, Maulan, Nant-le-Grand, Nant-le-Petit, Silmont, Tannois et Tronville-en-Barrois, du canton de Ligny-en-Barrois, rejoignent le nouveau canton d'Ancerville.
- Le canton de Bar-le-Duc-Nord est remplacé par le canton de Bar-le-Duc-2.

Longeville-en-Barrois rejoint le nouveau canton de Bar-le-Duc-1.
Les communes de Behonne, Chardogne et Vavincourt, du canton de Vavincourt, intègrent le nouveau canton.
- Le canton de Bar-le-Duc-Sud est remplacé par le canton de Bar-le-Duc-1.

Robert-Espagne rejoint le nouveau canton de Revigny-sur-Ornain.
Les communes d'Erize-la-Brûlée, Erize-Saint-Dizier, Géry, Naives-Rosières, Resson, Raival, Rumont et Seigneulles, du canton de Vavincourt, intègrent le nouveau canton.
Longeville-en-Barrois, du canton de Bar-le-Duc Nord, intègre le nouveau canton.
- Le canton de Ligny-en-Barrois est étendu aux cantons de Gondrecourt-le-Château et Montiers-sur-Saulx qui disparaissent.

Les communes de Guerpont, Maulan, Nant-le-Grand, Nant-le-Petit, Silmont, Tannois, Tronville-en-Barrois et Velaines rejoignent le nouveau canton d'Ancerville.
Les communes de Loisey-Culey, Nançois-sur-Ornain, Salmagne et Willeroncourt rejoignent le nouveau canton de Vaucouleurs.
- Le canton de Revigny-sur-Ornain est étendu au canton de Vaubecourt qui disparaît.

La commune de Robert-Espagne, du canton de Bar-le-Duc Sud, intègre le nouveau canton.
- Le canton de Dieue-sur-Meuse est étendu aux cantons de Pierrefitte-sur-Aire, Seuil-d'Argonne et Souilly qui disparaissent.

Les communes d'Ambly-sur-Meuse, Dieue-sur-Meuse, Génicourt-sur-Meuse, Rupt-en-Woëvre et Sommedieue, du canton de Verdun-2, intègrent le nouveau canton.
- Le canton de Vavincourt est supprimé.

Les communes de Behonne, Chardogne et Vavincourt rejoignent le canton de Bar-le-Duc-2.
Les communes d'Érize-la-Brûlée, Érize-Saint-Dizier, Géry, Naives-Rosières, Raival, Resson, Rumont, et Seigneulles rejoignent le canton de Bar-le-Duc-1.
- Le canton de Commercy est réduit.

Les communes de Cousances-lès-Triconville, Dagonville, Erneville-aux-Bois, Nançois-le-Grand et Saint-Aubin-sur-Aire rejoignent le canton de Vaucouleurs.
- Le canton de Saint-Mihiel est étendu au canton de Vigneulles-lès-Hattonchâtel qui disparaît.
- Le canton de Vaucouleurs est étendu au canton de Void-Vacon qui disparaît.

Les communes de Loisey-Culey, Nançois-sur-Ornain, Salmagne et Willeroncourt, du canton de Ligny-en-Barrois, intègrent le nouveau canton.
- Le canton de Charny-sur-Meuse est remplacé par le canton de Belleville-sur-Meuse.

Les communes de Béthelainville, Béthincourt, Chattancourt, Fromeréville-les-Vallons, Marre, Montzéville rejoignent le nouveau canton de Clermont-en-Argonne.
Les communes d'Abaucourt-Hautecourt, Blanzée, Châtillon-sous-les-Côtes, Damloup, Dieppe-sous-Douaumont, Eix, Gincrey, Grimaucourt-en-Woëvre, Maucourt-sur-Orne, Mogeville, Moranville et Moulainville, du canton d'Etain, intègrent le nouveau canton.
- Le canton de Clermont-en-Argonne est étendu au canton de Montfaucon-d'Argonne et de Varennes-en-Argonne qui disparaissent.

La commune de Vilosnes-Haraumont, du canton de Dun-sur-Meuse, intègre le nouveau canton.
- Le canton de Montmédy est étendu au canton de Damvillers qui disparaît.
- Le canton de Stenay est étendu au canton de Dun-sur-Meuse qui disparaît.
- Le canton d'Etain est étendu au canton de Fresnes-en-Woëvre qui disparaît.

Les communes d'Abaucourt-Hautecourt, Blanzée, Châtillon-sous-les-Côtes, Damloup, Dieppe-sous-Douaumont, Eix, Gincrey, Grimaucourt-en-Woëvre, Maucourt-sur-Orne, Mogeville, Moranville et Moulainville rejoignent le nouveau canton de Belleville-sur-Meuse.
Les communes de Foameix-Ornel, Lanhères, Morgemoulin et Rouvres-en-Woëvre rejoignent le nouveau canton de Bouligny.
- Le canton de Spincourt est remplacé par le canton de Bouligny.

Les communes de Foameix-Ornel, Lanhères, Morgemoulin et Rouvres-en-Woëvre, anciennement du canton d'Etain, intègrentle nouveau canton.
- Le canton de Verdun Ouest est remplacé par le canton de Verdun-1.

La fraction de commune de Verdun est légèrement modifiée.
- Les cantons de Verdun Est et Verdun Centre sont fusionnés en un nouveau canton Verdun-2.

Les communes d'Ambly-sur-Meuse, Dieue-sur-Meuse, Génicourt-sur-Meuse, Rupt-en-Woëvre et Sommedieue rejoignent le nouveau canton de Dieue-sur-Meuse.

## Historique
Par décret du 23 juillet 1973, afin de diminuer les écarts de population entre les cantons, il est procédé à une réorganisation des cantons des villes de Bar-le-Duc et de Verdun :
- Le canton de Bar-le-Duc est divisé en deux cantons : le canton de Bar-le-Duc-Nord et le canton de Bar-le-Duc-Sud.
- Le canton de Verdun est divisé en deux cantons : le canton de Verdun-Est et le canton de Verdun-Ouest.

En 1979, le canton de Triaucourt-Vaubecourt change de nom en canton de Seuil-d'Argonne. Cela fait suite au changement de nom de la commune de Triaucourt-en-Argonne en Seuil-d'Argonne en 1973.
Par décret du 26 janvier 1982, les deux cantons de Verdun sont réorganisés en trois cantons : le canton de Verdun-Est, le canton de Verdun-Ouest et le nouveau canton de Verdun-Centre.